# Ferrovia Radolfzell-Lindau
La ferrovia Radolfzell-Lindau (in tedesco Bodenseegürtelbahn; letteralmente: «linea di cintura del lago di Costanza») è una linea ferroviaria tedesca, a trazione diesel, in buona parte a semplice binario, che unisce Radolfzell a Lindau sul Lago di Costanza (Bodensee). Il suo percorso si snoda lungo la riva del lago. Da Radolfzell a Rehbösch e Brandbühl Stahringen, per circa sei chilometri, è a doppio binario. In senso lato la linea è una cintura ferroviaria intorno al lago di Costanza per le linee ferroviarie di transito tra Germania, Austria e Svizzera.

## Storia
La linea sul lato nord del lago è nata come collegamento dei capolinea di alcune ferrovie dei paesi circostanti:
- Ferrovie Statali del Granducato di Baden
- Ferrovie Statali del Württemberg
- Ferrovie Statali della Baviera (Königliche Bayerische Staats-Eisenbahnen).

L'apertura delle tratte si è trascinata per più di 30 anni. La prima tratta, di circa 7 km, Radolfzell-Stahringen è entrata in esercizio il 20 luglio 1867. Il 18 agosto 1895 è stata aggiunta la Stahringen-Überlingen. Il 2 ottobre 1901 è stata finalmente raggiunta la stazione di Friedrichshafen. Da lì era stato messo in funzione il segmento di Lindau due anni prima, il 1º ottobre 1899. Friedrichshafen era stata raggiunta, da Ulm, nel 1847 dalla Südbahn del Württemberg.

## Percorso e collegamenti
Attualmente la linea è utilizzata a sezioni con cambio treno a Friedrichshafen e due differenti tipi di servizi, mentre i servizi tra le due estremità sono 2 coppie giornaliere.
|  | Straight track |

|  | Station on track |

|  | Unknown route-map component "ABZgr" |

|  | Stop on track |

|  | Non-passenger station/depot on track |

|  | Non-passenger station/depot on track |

|  | Station on track |

| 7,1 |
| 0,0 |

|  | Unknown route-map component "ABZgl" |

|  | Unknown route-map component "eBHF" |

|  | Station on track |

|  | Stop on track |

|  | Unknown route-map component "eHST" |

|  | Station on track |

|  | Stop on track |

|  | Stop on track |

|  | Unknown route-map component "eHST" |

|  | Unknown route-map component "eABZg+r" |

|  | Station on track |

|  | Unknown route-map component "eHST" |

|  | Unknown route-map component "eHST" |

|  | Station on track |

|  | Unknown route-map component "eABZgl" |

|  | Unknown route-map component "eHST" |

|  | Stop on track |

|  | Station on track |

|  | Stop on track |

|  | Stop on track |

|  | Station on track |

|  | Stop on track |

|  | Station on track |

| 51,8      |
| (0,0) 0,0 |

| Unknown route-map component "STR+l" | Unknown route-map component "ABZglr" |

| Unknown route-map component "KBHFxe" | Straight track |

| Unknown route-map component "exTRAJEKT" | Straight track |

|  | Unknown route-map component "eABZg+l" |

|  | Stop on track |

|  | Station on track |

|  | Station on track |

|  | Station on track |

|  | Unknown route-map component "STR+GRZq" |

|  | Station on track |

|  | Stop on track |

|  | Station on track |

|  | Unknown route-map component "ABZg+l" |

|  | Stop on track |

|  | Junction both to and from left |

| 22,6  |
| 151,5 |

|  | Unknown route-map component "hKRZWae" |

| Pier | End station |

### Radolfzell-Friedrichshafen
Dal 2003 sulla sezione Radolfzell-Friedrichshafen si svolge il servizio con automotrici Stadler-Regio Shuttle RS1. Alcuni treni proseguono su Singen e sul porto fluviale di Friedrichshafen. Gli Interregio Express Sprinter Ulm-Basilea vengono svolti con automotrici doppie pendolino DBAG Br 611.

### Friedrichshafen-Lindau
Sulla sezione Friedrichshafen-Lindau sono in vigore treni regionali a intervalli tra 40 e 80 minuti, effettuati con automotrici dei tipi Regio-Shuttle, BR 611 o BR 628 Inoltre ogni ora Inter-Regio Express (IRE) (Stoccarda)-Ulm-Lindau e una coppia di treni IC da Munster a Innsbruck. Nella stagione invernale, il sabato, per raggiungere le piste da sci, si effettua la coppia di treni IC Express Montafon da Francoforte a Bludenz.

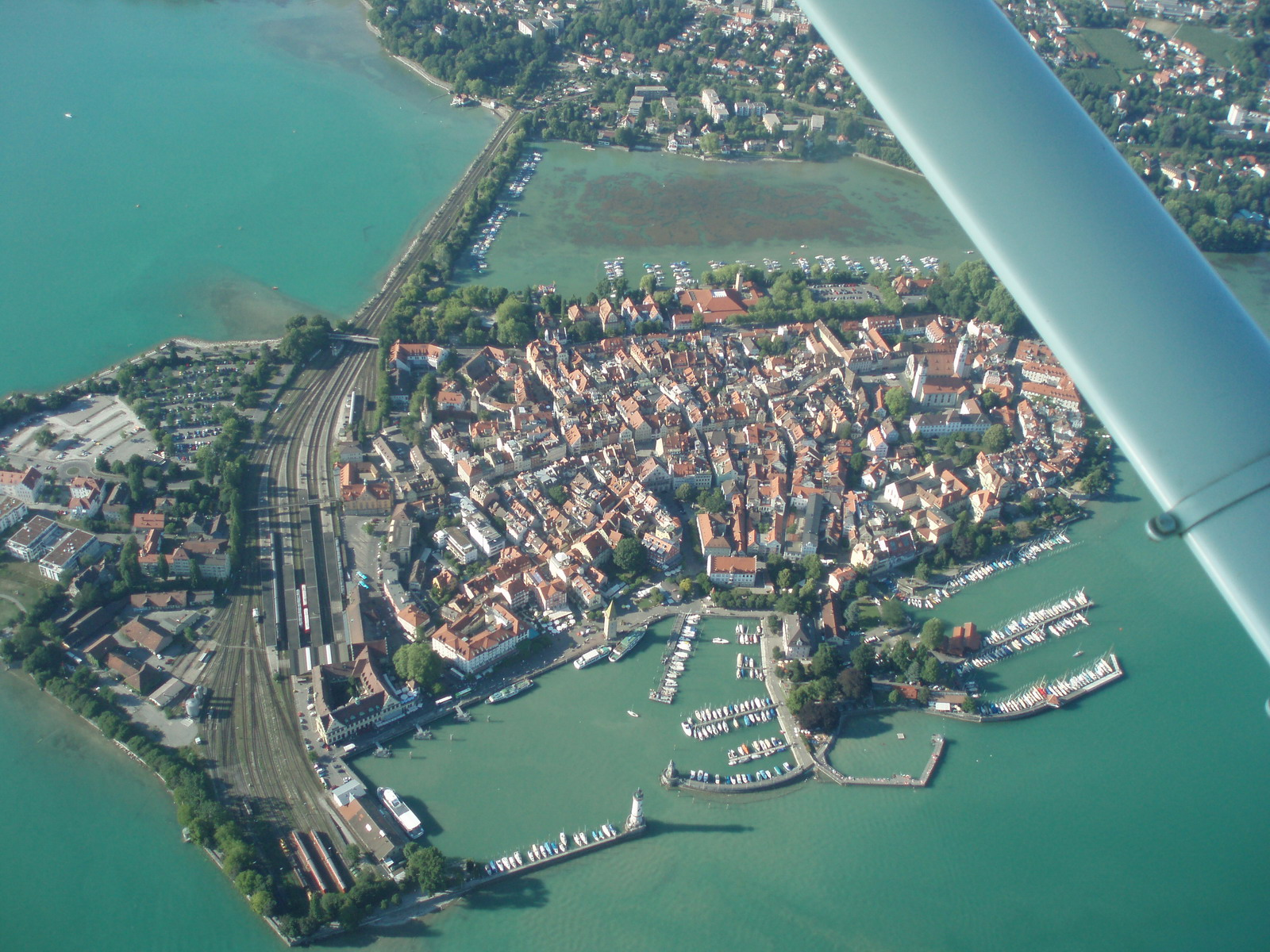
La stazione di Lindau sul lago di Costanza